# Enrico Corradini
Enrico Corradini (Samminiatello (Montelupo Fiorentino), 20 luglio 1865 – Roma, 10 dicembre 1931) è stato uno scrittore e politico italiano, esponente di punta del nazionalismo italiano. Fu senatore del Regno d'Italia nella XXVI legislatura.

## Biografia

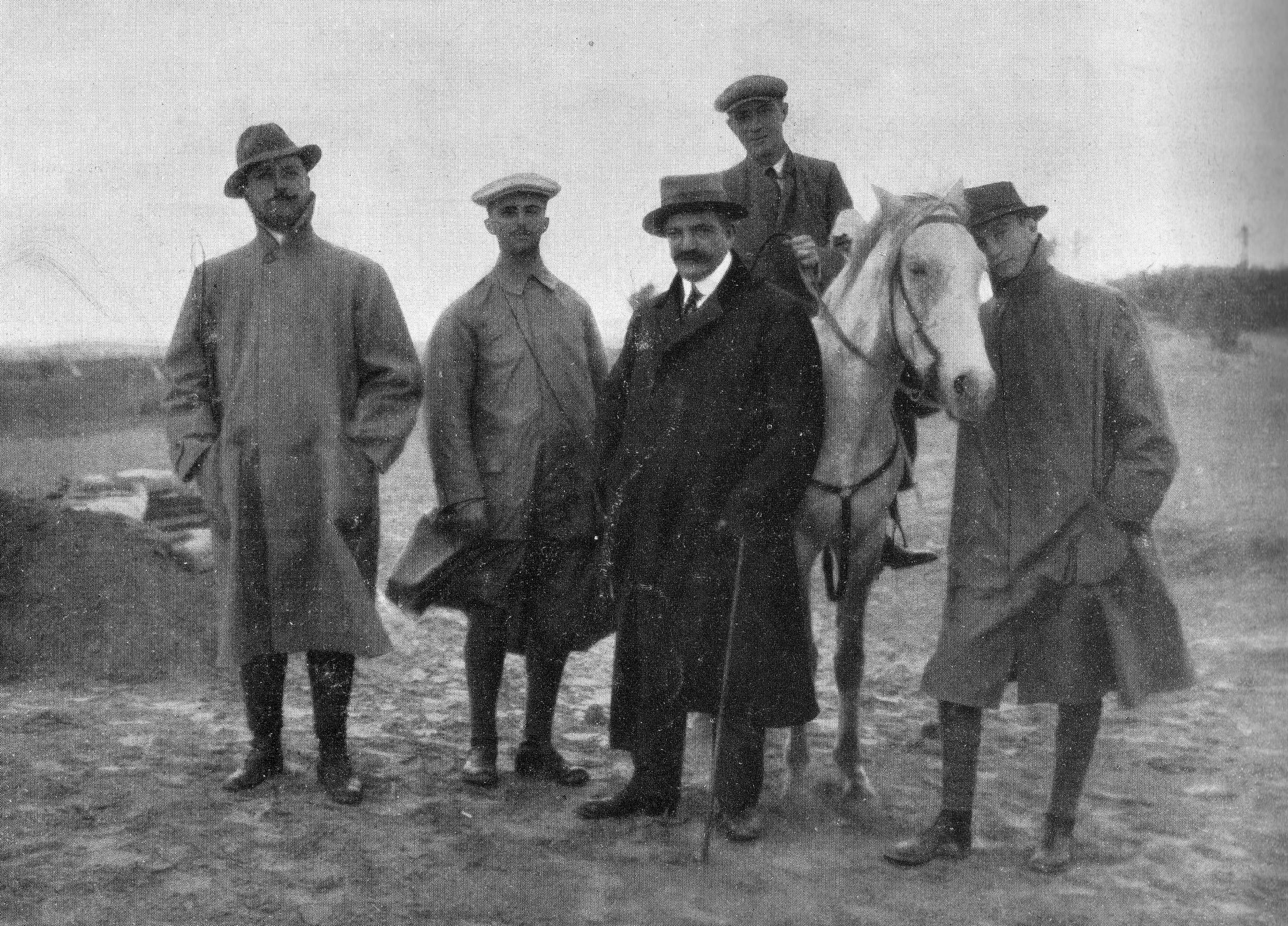
Inviato di guerra durante la guerra italo-turca, da sinistra Filippo Tommaso Marinetti, Ezio Maria Gray, Jean Carrère, Enrico Corradini e G. Castellini

Laureato in Lettere nel 1888, nel 1897 dirige la rivista Il Marzocco, da lui fondata.
Autore dannunziano, nel novembre 1903 fonda con Giovanni Papini, Vilfredo Pareto e Giuseppe Prezzolini la rivista Il Regno. Nel 1910 organizza il Congresso nazionalista di Firenze, dal quale scaturisce Associazione Nazionalista Italiana, di cui fu segretario fino al 1914.
Nel 1911 appoggia la campagna in favore della guerra Italo-Turca con due saggi politici (Il volere d'Italia e L'ora di Tripoli) e sempre nello stesso con la collaborazione di Alfredo Rocco e Luigi Federzoni diede alle stampe il settimanale L'Idea Nazionale, che riprese le teorie guerrafondaie del suo precedente; dal 1908 al 1912 collaborò anche al Corriere della Sera.
Nel 1913 si candidò alla Camera nel collegio di Marostica ma non fu eletto, nonostante l'appoggio dei cattolici. Favorevole ad una politica estera imperialista, colonialista ed espansionista, nel 1914 trasformò L'idea Nazionale in quotidiano grazie ai finanziamenti di militari e armatori.
Elaboratore di una teoria nazionalistica nutrita di populismo e di corporativismo, fu un acceso interventista nella prima guerra mondiale, prima a favore della Triplice Alleanza, poi a sostegno della Triplice intesa, ingaggiando violente campagne di stampa contro i neutralisti (in particolare Giovanni Giolitti). Negli anni della guerra si legò strettamente all'Ansaldo dei fratelli Perrone, ottenendo da loro lauti finanziamenti per L'Idea Nazionale. Dopo la guerra fu a favore all'impresa di Fiume e tentò di convincere Gabriele D'Annunzio ad attuare nel 1919 una "marcia su Roma".
Negli anni seguenti si dichiarò favorevole alla fusione tra l'Associazione nazionalista e il Partito Nazionale Fascista; i due gruppi aderirono insieme ai Blocchi nazionali in occasione delle elezioni legislative del 1921. Nel 1923 aderì al PNF, facendovi confluire la sua ANI. Fu nominato senatore dal re Vittorio Emanuele III il 1º marzo 1923.
Inizialmente favorevole allo smantellamento dello Stato Liberale, espresse successivamente alcuni suoi dubbi in epistole inviate a Luigi Federzoni: quando quest'ultimo divenne Ministro nel 1928, Corradini venne politicamente emarginato.
Fu membro del Gran Consiglio del Fascismo dal gennaio 1925 al dicembre 1929. Morì nel 1931.

## Pensiero politico
Teorico del nazionalismo integrale e assoluto, Corradini riteneva la nazione "sostanza storica già pienamente formata, che doveva solo trovare il suo compimento nell'ottenimento di una piena sovranità politica. Lo Stato diveniva così la corazza istituzionale grazie alla quale consentire alla nazione lo sviluppo della sua piena potenza dal punto di vista economico e militare"
L'Italia - a suo modo di vedere - doveva avere una sua politica coloniale perché le nazioni povere devono cercare, attraverso l'imperialismo, un “posto al sole”; l'Italia è una potenza povera ma non deve più farsi mettere i piedi in testa dalle nazioni plutocratiche. Il nazionalismo è la trasposizione internazionale del socialismo, si deve mettere in essere una sorta di lotta di classe tra nazioni proletarie e nazioni plutocratiche; “il socialismo è nostro maestro ma nostro avversario”: avversario perché pacifista, maestro perché insegna ad utilizzare lo strumento della lotta di classe in una dimensione internazionale.
Corradini vede un'Europa dove, al di sotto delle due plutocrazie Regno Unito e Francia, vi sono le nazioni proletarie; Italia e Germania non possono, però, più accettare di essere potenze di seconda categoria. Il pacifismo è volto esclusivamente alla conservazione dello status quo europeo: in risposta a ciò bisogna esaltare la lotta di classe internazionale. La nazione deve essere coesa e non individualista, il buon cittadino deve essere pronto a sacrificarsi per la patria. Corradini matura, insomma, una concezione materialisticamente proletaria ma spiritualmente aristocratica: per dimostrare la propria grandezza spirituale, l'Italia deve essere guidata dagli uomini migliori (che non è possibile scegliere attraverso la democrazia).
Il governo della cosa pubblica va affidato agli aristocratici: non è vero che siamo tutti uguali e non hanno più significato, perciò, i fondamenti della democrazia. Fa parte della natura umana lottare gli uni contro gli altri, è un istinto naturale voler sopraffare il proprio avversario, l'istinto bellicoso va esportato per il bene nazionale. Distingue tra cristianesimo, che deve venir respinto per i suoi collegamenti semitici e per sostenere l'uguaglianza tra gli uomini, e cattolicesimo che viene adottato perché "universale" e romano o latino.
A differenza di altri dirigenti nazionalisti, Corradini aveva una visione relativamente progressista dei ceti subalterni e in più occasioni cercò di far penetrare l'ideologia nazionalista tra le masse operaie, senza però ottenere successo.

## Opere

### Romanzi
- La patria lontana (1910)
- La guerra lontana (1911)
- Le vie dell'Oceano (1913)
- Le sette lampade d'oro

### Teatro
- Giulio Cesare, dramma in cinque atti (1902)
- Carlotta Corday, dramma in tre atti (1908)
- Le vie dell'Oceano, dramma in tre atti (1913)
- L'aurea leggenda di madonna Chigi, commedia in tre atti (1930)

### Saggi
- La conquista di Tripoli: Lettere dalla guerra
- Il volere d'Italia (1911)
- Sopra le vie del Nuovo Impero; Dall'emigrazione di Tunisi alla guerra nell'Egeo (1912)
- Scritti e discorsi 1901-1914
- Il nazionalismo italiano (1914)
- L'unità e la potenza delle nazioni (1922)
- Diario postbellico (1924)